# Guerra Chade–Nigéria
A Guerra Chadiana–Nigeriana foi uma guerra efêmera que foi travada pelo controle das ilhas do Lago Chade. A guerra começou quando uma força liderada pelo chefe do Estado-Maior do Exército do Chade Idriss Déby invadiu partes do Estado de Borno, na Nigéria, e terminou com uma força nigeriana liderada por Muhammadu Buhari expulsando os chadianos e invadindo brevemente o território do Chade. 

## A guerra
A guerra ocorreu durante o conflito chadiano–líbio, e logo depois que o Chade passou por uma guerra civil na qual as forças de manutenção da paz nigerianas se viram envolvidas no fogo cruzado. Para complicar ainda mais as relações entre o Chade e a Nigéria, estavam as disputas territoriais em torno do Lago Chade, que há muito eram uma fonte de tensões.
Em 18 de abril de 1983, uma força chadiana invadiu e ocupou 19 ilhas no Lago Chade. Agindo de forma independente do governo nigeriano, Muhammadu Buhari, General Officer Commanding da Terceira Divisão Blindada de Jos,  fechou unilateralmente a fronteira entre o Chade e a Nigéria e mobilizou suas forças. O governo nigeriano sob o presidente Shehu Shagari ordenou a Buhari que reabrisse a fronteira, mas ele recusou abertamente, optando por expulsar as tropas chadianas sem as bênçãos do governo. As tropas nigerianas recuperaram com sucesso as ilhas e também perseguiram os chadianos por 50 quilômetros além das fronteiras. 

## Consequências
A guerra foi uma das causas do golpe de Estado de 1983 na Nigéria. Demonstrando a impotência do presidente Shagari em relação aos seus oficiais, o que permitiu que Buhari agisse abertamente contra as ordens, destacou as tensões entre os militares e o governo civil. Em 31 de dezembro de 1983, Muhammadu Buhari tomou o poder na Nigéria, encerrando a Segunda República Nigeriana.